# Sternostoma tracheacolum
Sternostoma tracheacolum Lawrence, 1948, detto anche acaro della trachea, acaro dei sacchi aerei o acaro respiratorio, è una specie di artropode della famiglia Rhinonyssidae.
È un parassita dell'apparato respiratorio degli uccelli; depone larve dotate di arti snodabili, che si ancorano nella mucosa respiratoria dei suoi ospiti.
L'acariasi provocata è molto debilitante e anche mortale in alcuni casi. Ha un'incubazione di circa 14 giorni, dopo di che colonizza sacchi aerei, trachea e tutto l'apparato respiratorio.
Questo acaro non rappresenta un pericolo per l'uomo.